# Падре-Бей
Падре-Бей (англ. Padre Bay) — залив водохранилища Пауэлл, расположенного на реке Колорадо в округах Кейн и Сан-Хуан штата Юта. Высота над уровнем моря — 1129 метров.
Расположенный в 21,7 км (13,5 милях) к северо-востоку от плотины Глен-Каньон, залив Падре-Бей является самым большим открытым водным пространством на водохранилище. Залив Падре-Бей ограничен мысом Альстром и островом Гансайт-Батт на западе и мысом Гусенек на востоке. Между ними у северного берега бухты находится остров Куки-Джар-Батт. У южной части залива, к северу от Домингес-Батте, на южном берегу находится Падрес-Батте, бывший остров, ныне, в связи с более низким уровнем воды в водохранилище, превратившийся в окончание мыса Падре. Холм Бутте-Падрес указывает местонахождение Переправы отцов, которая находится примерно в 1,7 км к западу от холма. В настоящее время она находится под водой на глубине около 122 м.

## История
Залив Падре назван в честь падре, который в 1776 году впервые зафиксировал и использовал «Переправу отцов», исторический речной переход через реку Колорадо. Группа из десяти человек, экспедиция Домингеса-Эскаланте, возглавляемая священником Сильвестром Велесом де Эскаланте и его начальником Франсиско Атанасио Домингесом, возвращалась домой после неудачной попытки найти сухопутную тропу в Монтерей, Калифорния. Сначала они попытались переправиться через реку Колорадо в Лиз-Ферри в Аризоне.